# Chirothrips tuttlei
Chirothrips tuttlei är en insektsart som beskrevs av Zur Strassen 1967. Chirothrips tuttlei ingår i släktet Chirothrips och familjen smaltripsar. Inga underarter finns listade i Catalogue of Life.